# Musée de l'Académie militaire
Le musée de l'Académie militaire (estonien : Kaitseväe Akadeemia muuseum) est un musée à Tartu en Estonie.

## Présentation
Le Musée de l'Académie militaire est un musée à Tartu fondé au milieu des années 1990, qui fait partie de l'Académie militaire estonienne. 
La mission principale du musée est, entre autres, d'identifier, de collecter, de conserver, de rechercher et de diffuser au public le matériel lié à l'histoire de l'éducation militaire estonienne.
L'exposition du musée se concentre sur l'introduction des forces de défense estoniennes à la fois dans la première et la deuxième période d'indépendance. 
Un large palette d'insignes militaires et d'armes diverses sont exposées. 
Parmi les autres expositions du musée se trouvent, entre-autres, un manuel traduit par Jakob Hurt pour les jeunes soldats estoniens de l'armée russe, une copie unique de l'uniforme de campagne réalisé pour le défilé du Jour de la République de 1992 appartenant à Ants Laaneots, et un insigne de casquette de la Brigade du nord de Lettonie qui a combattu pendant la guerre d'indépendance de l'Estonie.

## Galerie

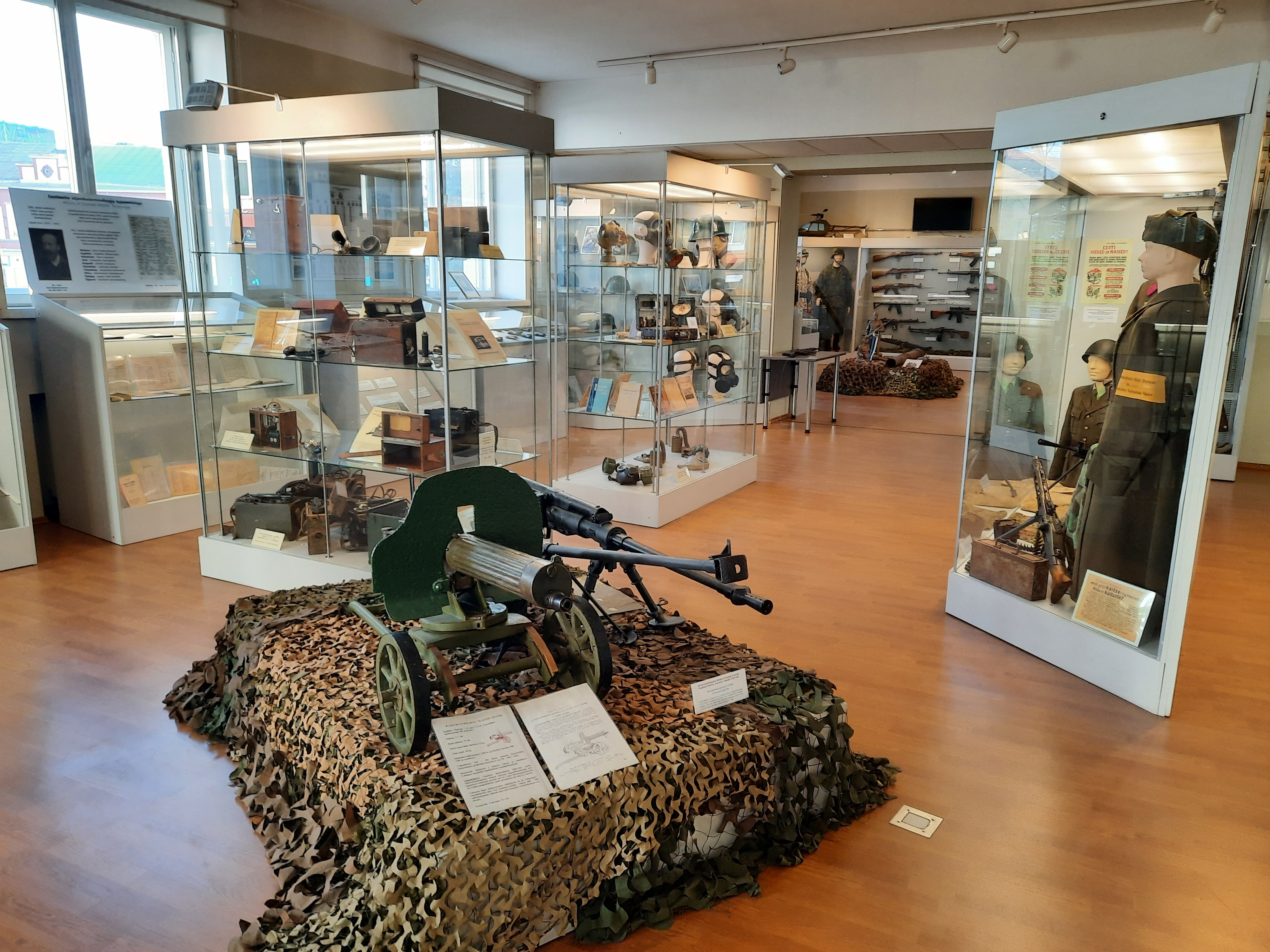
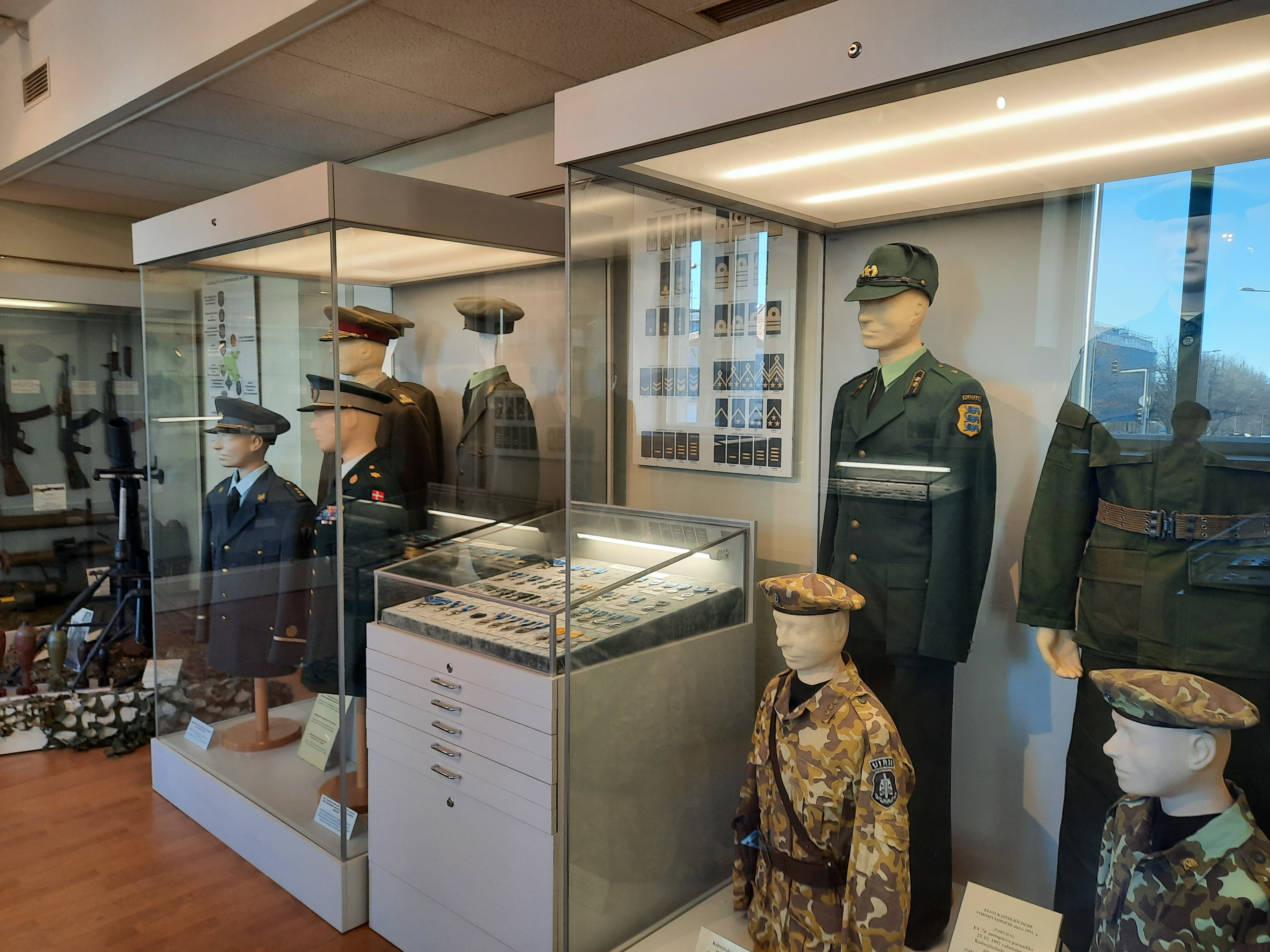

## Histoire
Le Musée de l'Académie militaire est situé dans le même bâtiment que l'Académie militaire et que l'Institut de défense de la Baltique. 
La construction du bâtiment a commencé en 1939 pour la Ligue de défense estonienne, mais au moment de l'achèvement, la Maison des travailleurs du Parti communiste estonien fonctionnait déjà dans le bâtiment.
Pendant la Seconde Guerre mondiale, le bâtiment a été touché par des obus et brûlé à plusieurs reprises. Après la guerre, les instituts à Tartu de l'Académie des sciences et le comité du parti de l'oblast de Tartu, le comité exécutif et la cour de l'oblast ont réussi à opérer dans le bâtiment, avant que le bâtiment ne brûle à nouveau en 1956. 
L'université estonienne d'agriculture a longtemps fonctionné dans le bâtiment.
Le Musée de l'Académie militaire a débuté au début des années 1990 en tant qu'archives de l'Association de la Défense.  
De 1998 à 2021, le musée était sous l'autorité de l'Académie militaire estonienne. 
Depuis 2022, le Musée de l'Académie militaire fait partie du Musée estonien de la guerre (et).